# Plate-forme PSA PF
Les plates-formes PF sont des plates-formes développées par le groupe PSA. Elles équipent notamment des citadines, monospaces, berlines ainsi que SUV.
Ces plates-formes sont disponibles en plusieurs versions : PF1 (citadines bicorps et tricorps, minispaces, SUV citadins), PF2 (compactes bicorps et tricorps, monospaces compacts, SUV compacts), PF3 (berlines familiales et grandes routières).
Elles équipent des véhicules dotés de moteurs positionnés transversalement. Elles reçoivent différentes motorisations : essence, diesel et hybride.
Les véhicules traction et 4 roues motrices reçoivent cette plate-forme.
En 2013, le groupe PSA remplace les plates-formes PF2 et PF3 par une seule plate-forme modulaire qui est l'EMP2.
En 2018, le groupe PSA remplace la plate-forme PF1 par la plate-forme CMP.

## Véhicules
| Marque         | Modèle                   | Image | Années de production         | Segment                    | Plate-forme |
| -------------- | ------------------------ | ----- | ---------------------------- | -------------------------- | ----------- |
| Peugeot        | 1007                     |       | 2005 - 2009                  | Petit minispace            | PF1         |
| Peugeot        | 207                      |       | 2006 - 2014                  | Citadine polyvalente       | PF1         |
| Peugeot        | 208 I                    |       | 2012 - 2019                  | Citadine polyvalente       | PF1         |
| Peugeot        | 2008 I                   |       | 2013 -                       | Crossover citadin          | PF1         |
| Peugeot        | 301                      |       | 2012 -                       | Compacte tricorps          | PF1         |
| Peugeot        | 307                      |       | 2001 - 2014                  | Compacte                   | PF2         |
| Peugeot        | 308 I                    |       | 2007 -                       | Compacte                   | PF2         |
| Peugeot        | 3008 I                   |       | 2009 - 2020                  | Crossover                  | PF2         |
| Peugeot        | RCZ                      |       | 2010 - 2015                  | Coupé                      | PF2         |
| Peugeot        | Partner II               |       | 2008 - 2018 puis 2021-       | Ludospace                  | PF2         |
| Peugeot        | 5008 I                   |       | 2009 - 2017                  | Monospace familial         | PF2         |
| Peugeot        | 408 I                    |       | 2010 -                       | Berline familiale          | PF2         |
| Peugeot        | 407                      |       | 2004 - 2011                  | Berline familiale          | PF3         |
| Peugeot        | 407 Coupé                |       | 2005 - 2012                  | Coupé                      | PF3         |
| Peugeot        | 508 I                    |       | 2011 - 2018                  | Berline familiale          | PF3         |
| Citroën        | C3 I                     |       | 2002 - 2012                  | Citadine polyvalente       | PF1         |
| Citroën        | C3 Pluriel               |       | 2003 - 2010                  | Cabriolet                  | PF1         |
| Citroën        | C2                       |       | 2003 - 2009                  | Petite citadine            | PF1         |
| Citroën        | C3 II                    |       | 2009 - 2020                  | Citadine polyvalente       | PF1         |
| Citroën        | C3 Picasso               |       | 2009 - 2017                  | Minispace                  | PF1         |
| Citroën        | C3 Aircross I / Aircross |       | 2010 - 2020                  | Minispace                  | PF1         |
| Citroën        | C-Elysée II              |       | 2012 -                       | Citadine tricorps          | PF1         |
| Citroën        | C3-XR                    |       | 2014 -                       | Crossover citadin          | PF1         |
| Citroën        | C4 Cactus                |       | 2014 -                       | Crossover citadin Compacte | PF1         |
| Citroën        | C3 III                   |       | 2016 -                       | Citadine polyvalente       | PF1         |
| Citroën        | C3 Aircross II           |       | 2017 -                       | SUV urbain                 | PF1         |
| Citroën        | C3L                      |       | 2020 - 2021                  | Crossover citadin tricorps | PF1         |
| Citroën        | C4 I                     |       | 2004 - 2010                  | Compacte                   | PF2         |
| Citroën        | C-Quatre                 |       | 2009 - 2016                  | Compacte tricorps          | PF2         |
| Citroën        | C4 II                    |       | 2010 - 2018                  | Compacte                   | PF2         |
| Citroën        | C4 Picasso I             |       | 2006 - 2013                  | Monospace compact          | PF2         |
| Citroën        | C-Triomphe               |       | 2006 - 2014                  | Compacte tricorps          | PF2         |
| Citroën        | Berlingo II              |       | 2008 - 2018 puis 2021 - 2022 | VUL compact / Ludospace    | PF2         |
| Citroën        | C5 I                     |       | 2000 - 2008                  | Familiale routière         | PF3         |
| Citroën        | C5 II                    |       | 2008 - 2020                  | Familiale routière         | PF3         |
| Citroën        | C6 I                     |       | 2005 - 2012                  | Routière                   | PF3         |
| Citroën        | C6 II                    |       | 2016 -                       | Routière                   | PF3         |
| Citroën        | C4 Aircross II           |       | 2018 - 2020                  | SUV citadin                | PF1         |
| DS Automobiles | DS 3                     |       | 2009 - 2019                  | Citadine polyvalente       | PF1         |
| DS Automobiles | DS 4                     |       | 2011 - 2018                  | Compacte                   | PF2         |
| DS Automobiles | DS 5                     |       | 2011 - 2018                  | Crossover                  | PF2         |
| DS Automobiles | DS 5LS                   |       | 2014 - 2020                  | Compacte tricorps          | PF2         |
| DS Automobiles | DS 6                     |       | 2014 - 2020                  | SUV compact                | PF2         |
| DS Automobiles | DS 4S                    |       | 2016 - 2019                  | Compacte                   | PF2         |
| Dongfeng       | Dongfeng H30             |       | 2010 - 2016                  | Compacte                   | PF2         |
| Dongfeng       | Dongfeng Fengshen A9     |       | 2016 -                       | Routière                   | PF3         |
| Dongfeng       | Dongfeng Fengshen S30    |       | 2010 - 2016                  | Compacte tricorps          | PF2         |
| Dongfeng       | Dongfeng Fengshen L60    |       | 2015 -                       | Berline familiale          | PF2         |
| Dongfeng       | Dongfeng Fengshen AX4    |       | 2017 -                       | SUV urbain                 | PF1         |
| Iran Khodro    | IKCO Runna               |       | 2010 -                       | Citadine tricorps          | PF1         |
| Iran Khodro    | IKCO Tara                |       | 2021 -                       | Citadine tricorps          | PF1         |
| Iran Khodro    | IKCO P21                 |       | 2023 -                       | Citadine                   | PF1         |
| Iran Khodro    | IKCO Rira / Ray          |       | 2023 -                       | SUV urbain                 | PF1         |
| Opel/Vauxhall  | Crossland X              |       | 2017 -                       | SUV urbain                 | PF1         |

La première voiture qui reçoit la plate-forme PF1 est la Citroën C3 de 1ère génération.
La première voiture qui reçoit la plate-forme PF2 est la Peugeot 307.
La première voiture qui reçoit la plate-forme PF3 est la Citroën C5 de 1ère génération.